# David August von Apell
David August von Apell, noto in vita sotto lo pseudonimo di Capelli (Kassel, 23 febbraio 1754 – Kassel, 30 gennaio 1832), è stato un compositore tedesco.

## Biografia
Dopo avere lavorato come agente del fisco nella sua città, von Apell si dedicò all'attività di compositore; in seguito fu a capo di una formazione orchestrale.
Date le sue nomine di membro onorario della Accademia Filarmonica di Bologna e della Académie Royale di Stoccolma, pare verosimile supporre che possa avere incontrato musicisti come W.A. Mozart e Naumann.
Nel corso della sua carriera di compositore vi fu anche una collaborazione col poeta Pietro Metastasio.
Nel 1787 scrisse l'interessante cantata Il trionfo della Musica dedicata all'Elettore Carlo Teodoro di Baviera. Questa cantata vedeva nel suo organico due voci acute (contralto e soprano), un tenore, un'arpa e una glassarmonica: la presenza di quest'ultimo strumento conferisce all'impasto sonoro della composizione un sapore particolare, metafisico. Della cantata, la cui prima registrazione è del 2001, vale la pena di ricordare il Terzetto: adagio.

## Considerazioni sull'artista
Le composizioni di Apell furono ammirate dai contemporanei, tra i quali Gerber, ma caddero nell'oblio prima della sua morte. Tra i suoi scritti si ricorda in particolare Gallerie der vorzüglichsten Tonkünstler und merkwürdigsten Musik-Dilettanten in Cassel (Kassel, 1806), un resoconto sui musicisti di Kassel a partire dal XVI secolo; questo è sicuramente il lavoro per il quale Apell è maggiormente ricordato.

## Composizioni

### Musica sacra
- Messa per 4 voci e strumenti (1799, Kassel)
- Messa per 4 voci e strumenti (1817)
- Missa pontificale per 4 voci, archi e organo
- Crucifixus e Benedictus
- Te Deum per 4 voci e strumenti (1815, Magonza)
- Ave corpus per 4 voci (Bologna e Milano)
- Salmo LXVI
- Vespri per 4 voci e strumenti
- Lasset unsere Lieder erschallen (cantata per 4 voci e strumenti, 1795)

### Musica secolare
- Euthyme und Lyris (balletto, 1782, Kassel)
- 6 canzonette di Metastasio (1784, Kassel)
- La tempesta (cantata, 1785)
- La clemenza di Tito (opera, libretto di Pietro Metastasio, 1787, Kassel; perduta)
- Il trionfo della musica (cantata per 4 voci e orchestra, 1787, Magonza)
- Tancrède (opera, dopo Voltaire, 1790, Kassel; preduta)
- L'amour peintre ou Le jaloux dupé (opera, 1794, Kassel; perduta)
- Anacreon (Singspiel, libretto di C. H. Bindseil, 1803, Kassel)
- Griselda (cantata)
- Basta così per soprano e orchestra
- Scena e duetto per soprano, contralto e orchestra (Offenbach)
- Duetto con recitativo per 2 voci e tastiera (Offenbach)
- La partenza per 2 voci e clavicembalo (Erfurt)
- Altre 5 cantate (perdute)
- 3 sinfonie (1783)
- 3 quartetti (1784)
- Pezzi per orchestra e strumenti a fiato (perduti)